# Unión política
La unión política es un tipo de Estado u organización que se compone o se crea a partir de Estados. Los Estados que la componen tienen un gobierno central común, y se puede reconocer internacionalmente como una sola entidad política. Una unión política se puede llamar también unión legislativa o unión de Estados.

## Unión que incorpora
En una unión que incorpora, se crea un nuevo Estado: los Estados anteriores son disueltos enteramente para crear el nuevo Estado.
Ejemplos de incorporar la unión
- Reino Unido - unido Reino de Gran Bretaña (Acta de Unión (1707)), y Reino Unido de Gran Bretaña e Irlanda (1800)
- Sudáfrica (1910)
- España (proceso a partir de 1037 a 1479)
- Yemen (1990)

### Preservación de intereses
Sin embargo, una unión que incorpora puede preservar a las leyes y a las instituciones de los Estados anteriores, según lo sucedido al crear la unión política. Ésta puede ser simplemente una cuestión de práctica o conformarse con una garantía dada en los términos de la unión. Por ejemplo:
- En la anexión de Bretaña a Francia en 1532, una garantía fue dada en cuanto a la continuación de las leyes y estatutos de Bretaña (una garantía revocada en 1789 tras la Revolución Francesa).
- El Acta de Unión que creaba el Reino Unido de Gran Bretaña en 1707 contenía una garantía de la continuación de las leyes civiles y de las cortes existentes en Escocia.
- En cambio, el Acta de Unión que incorporó Irlanda y creó el Reino Unido de Gran Bretaña e Irlanda en 1800, no había garantías específicas sobre preservar las leyes y cortes de Irlanda, aunque éstas fueron continuadas en la práctica.

## Unión políticasuigéneris

### Unión Europea
La integración europea ha dado lugar a una entidad única en el mundo (sui géneris), la Unión Europea, esta organización compuesta por 27 Estados miembros constituye una unión política, económica y social que funciona en dos vertientes;
- La supranacional: los Estados ceden parte de su soberanía y competencias de gobierno a las instituciones comunitarias, éstas actúan y legislan en base a las competencias que dichos Estados han cedido.
- La intergubernamental: los Estados comparten parte de su soberanía para decidir colectivamente (por consenso) en diferentes ámbitos políticos, económicos y sociales.